# John Maynard Smith

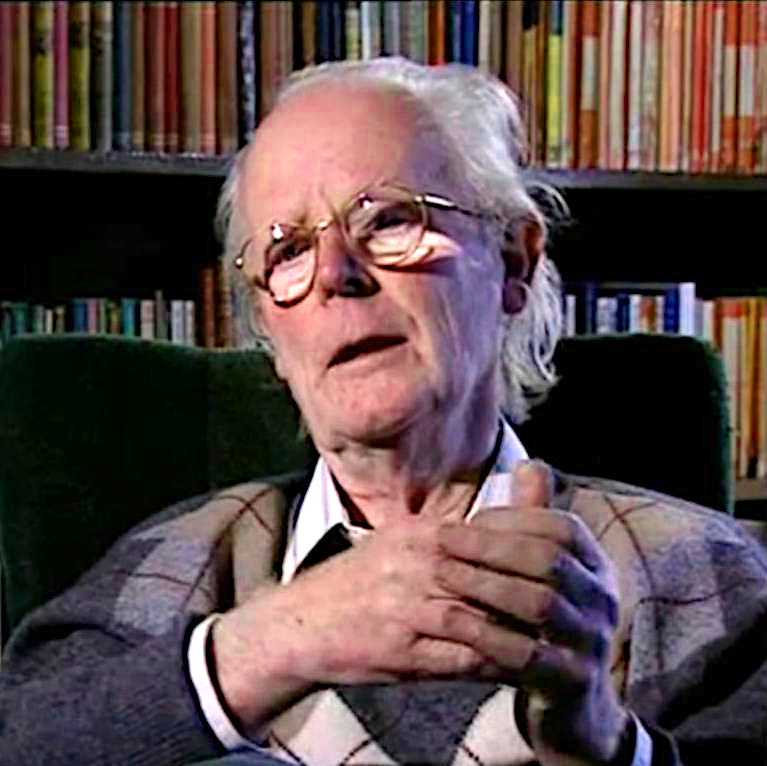
John Maynard Smith

John Maynard Smith [ˈdʒɒn ˈmeɪnəd ˈsmɪθ] (* 6. Januar 1920 in London; † 19. April 2004  in Lewes, East Sussex) war ein britischer Theoretischer Biologe, der auf dem Gebiet der  Evolutionären Spieltheorie, einem mathematisch geprägten Bereich der Evolutionsbiologie, forschte und mehrere richtungsweisende Arbeiten publizierte. Auf Maynard Smith geht das Konzept der Evolutionär Stabilen Strategie zurück.

## Leben

### Frühe Jahre
John Maynard Smith wurde in London als Sohn eines Arztes geboren. Nach dem Tod seines Vaters zog die Familie nach Exmoor, wo Smith sich für Naturkunde zu interessieren begann. Er studierte am Eton College, fühlte sich dort aber nicht wohl. Sein Interesse für den Darwinismus und die Mathematik wurde geweckt, als er sich mit dem Werk von J. B. S. Haldane befasste. Nach Abschluss der Schule trat er der Communist Party of Great Britain bei und nahm ein Ingenieurstudium am Trinity College an der Universität Cambridge auf. Als der Zweite Weltkrieg 1939 ausbrach, widersetzte er sich der Parteilinie und meldete sich als Freiwilliger beim Militär. Er wurde wegen eingeschränkter Sehkraft nicht angenommen und ihm wurde geraten, sein Ingenieurstudium zu beenden, was er 1941 tat. Er witzelte später darüber, dass seine schlechten Augen „ein Selektionvorteil“ gewesen seien: „Sie verhinderten, dass ich im Krieg umkam.“  1941 heiratete er Sheila Matthew, mit der er später zwei Söhne und eine Tochter (Tony, Carol und Julian) hatte. Zwischen 1942 und 1947 arbeitete er als Luftfahrtingenieur.

### Ein zweiter Abschluss
Der Biologie wandte sich Maynard Smith erst nach dem Kriege zu, als er Genetik bei J. B. S. Haldane am University College in London studierte. Zwischen 1952 und 1965 bekleidete er dort eine Dozentenstelle.
1958 veröffentlichte er The Theory Of Evolution, (weitere Ausgaben erschienen 1966, 1975, 1993).
Nach der Niederschlagung des Ungarischen Volksaufstandes durch sowjetische Truppen 1956 trat er aus der kommunistischen Partei aus.

### An der Universität von Sussex
John Maynard Smith war einer der Begründer der biologischen Fakultät an der Universität Sussex im Jahr 1965, der er von der Gründung bis zu seiner Emeritierung 1985 als Dekan vorstand. 1977 wurde er zum Mitglied der Royal Society gewählt.
In seinem Buch The Evolution of Sex 1978 (Die Evolution der geschlechtlichen Fortpflanzung) beschäftigte sich Maynard Smith mit den 'doppelten Kosten der geschlechtlichen Fortpflanzung'. Er versuchte zu erklären, warum sich die meisten Arten geschlechtlich fortpflanzen, wo es doch so viele Vorteile für das 'egoistische Gen' in der ungeschlechtlichen Fortpflanzung (Parthenogenese) gibt. Bei der ungeschlechtlichen Fortpflanzung werden alle Gene weitergegeben, während bei der geschlechtlichen Fortpflanzung nur die Hälfte der Gene bei den Nachkommen zur Wirkung kommen. Nach Maynard Smith werden die Gene bei der geschlechtlichen Vermehrung besser gemischt, die Variabilität wird vergrößert. Die Population ist dadurch besser angepasst und widerstandsfähiger gegen Krankheiten oder Parasiten.
Eine wesentliche Leistung von Maynard Smith war die Anwendung der Spieltheorie, um die „Evolutionsstrategien“ zu verstehen. Er führte 1973 gemeinsam mit George R. Price das Konzept der 'Evolutionär stabilen Strategie' (ESS) ein, die er in „Evolution and the Theory of Games“ (1983) und „Evolutionary Genetics“ (1989; deutsch: „Evolutionsgenetik“, 1992) ausführlich darstellte. Die „evolutionär stabile Strategie“ kann nicht durch die anderen in einer Population vorhandenen Strategien verdrängt werden und bleibt somit über die Zeit erhalten.
Zusammen mit dem Biochemiker Eörs Szathmáry verfasste er 1995 ein einflussreiches Buch 'The Major Transitions in Evolution', deutsch: „Evolution - Prozesse, Mechanismen, Modelle“, 1996. Eine populärwissenschaftliche Version des Buches erschien 1999 unter dem Titel The Origins of Life: From the birth of life to the origin of language.
Sein letztes Buch Animal Signals (Tiersignale), bei dem er mit David Harper als Co-Autor zusammenarbeitete, erschien 2003.

## Auszeichnungen
1977 wurde er als Mitglied („Fellow“) in die Royal Society gewählt, die ihm 1986 die Darwin-Medaille, 1997 die Royal Medal und 1999 die Copleymedaille verlieh. 1998 erhielt er den Weldon Memorial Prize. Als weitere Auszeichnungen erhielt er 1985 die Mendel Medal der Genetics Society, 1991 den Balzan-Preis für Genetik und Evolution, 1995 die Linné-Medaille der Linnean Society of London, 1999 zusammen mit Ernst Mayr und George C. Williams den Crafoord-Preis, 2001 den Kyoto-Preis und 2008 posthum die Darwin-Wallace-Medaille. Außerdem war er Mitglied der American Academy of Arts and Sciences (1977), der American Philosophical Society (1980) und der National Academy of Sciences (1982).
Zu seinen Ehren hat die European Society for Evolutionary Biology 1997 den John-Maynard-Smith-Preis gestiftet, der an herausragende Nachwuchswissenschaftler der Evolutionsbiologie verliehen wird.

## Schriften (Auswahl)
- The Theory of Evolution. Penguin Books, London 1958, ISBN 0-14-020433-4; (1993) ISBN 0-521-45128-0
- Mathematical Ideas in Biology. Cambridge University Press, 1968, ISBN 0-521-07335-9.
- On Evolution. Edinburgh University Press, 1972, ISBN 0-85224-223-9.
- Models in Ecology. Cambridge University Press, 1974, ISBN 0-521-20262-0.
- The Evolution of Sex. Cambridge University Press, 1978, ISBN 0-521-29302-2.
- Evolution Now. Macmillan, London 1981, ISBN 0-7167-1426-4.
- Evolution and the Theory of Games. Cambridge University Press, 1982, ISBN 0-521-28884-3.
- In Haldane's Footsteps. In: Donald A. Dewsbury: Studying Animal Behavior. Autobiographies of the Founders. Chicago University Press, Chicago und London 1985, ISBN 978-0-226-14410-8, S. 346–354.
- The Problems of Biology. Oxford University Press, Oxford 1986, ISBN 0-19-289198-7.
- Did Darwin Get it Right? Essays on Games, Sex and Evolution. Chapman & Hall, London 1988, ISBN 0-412-03821-8.
- Evolutionary Genetics. Oxford University Press, Oxford 1989, ISBN 0-19-850231-1.
- mit Eörs Szathmáry: The Major Transitions in Evolution. Oxford University Press, New York 1995, ISBN 0-19-850294-X.
- mit Eörs Szathmáry: Evolution.  Spektrum Akademischer Verlag, November 1996, ISBN 3-8274-0022-8.
- mit Eörs Szathmáry: The Origins of Life: From the Birth of Life to the Origin of Language. Oxford University Press, Oxford, ISBN 0-19-286209-X;  März 2000, ISBN 3-931265-08-0.
- mit D. Harper: Animal Signals. Oxford University Press, 2003, ISBN 0-19-852685-7.